# Mortadel·lo i Filemó. Missió: salvar la Terra
Mortadel·lo i Filemó. Missió: salvar la Terra (castellà: Mortadelo y Filemón. Misión: Salvar la Tierra) és una pel·lícula espanyola que es va estrenar el 25 de gener de 2008. És protagonitzada pels famosos personatges de còmic del dibuixant Francisco Ibáñez. Ha estat produïda per la divisió de cinema del Grupo Zeta, la productora ON PICTURES. És dirigida per Miguel Bardem. Ha estat doblada al català.

## Argument
El planeta s'enfronta amb una gran amenaça: coincidint amb la pitjor sequera que s'hagi viscut mai, un grup de malfactors està esgotant totes les reserves d'aigua que queden a la Terra.
Els millors agents secrets del món es reuneixen amb urgència, però no compten amb cap pista. Per acabar d'empitjorar les coses, el malvat Botijola (Carlos Santos) planeja atemptar contra aquesta reunió, per liquidar així tots els agents. La seva intenció és la de convertir la beguda que porta el seu nom en el substitut de l'aigua. Per això intentarà també segrestar l'esbojarrat Professor Bacteri (Janfri Topera) i aconseguir que treballi per a ell.
Tanmateix, hi ha dues coses amb què Botijola no comptava. D'una banda, que Bacteri, abans de ser segrestat, va amagar les peces del seu invent en diferents moments històrics, utilitzant la màquina del temps. Per una altra, que dos dels agents internacionals no van acudir a la reunió sabotejada, dos agents que es convertiran en l'única esperança del món: Mortadel·lo (Eduard Soto) i Filemó (Pepe Viyuela). Aquests hauran de deixar de costat les seves anteriors disputes per tornar de nou a l'acció; per a salvar el món, comptaran amb la inestimable ajuda d'Ofelia (Berta Ojea) i amb la possibilitat de viatjar en el temps.